# Kushiel
Der Engel Kushiel, dessen Name „der Starrköpfige Gottes“ bedeutet, ist in der jüdisch-christlichen Überlieferung  der erste von sieben strafenden Engeln. In der Hölle bestraft er Menschen zusammen mit sechs Engeln, die in der Reihenfolge: Lahatiel (der Flammende), Shaftiel (der Richter Gottes), Makatiel (die Plage Gottes), Hutriel (der Stab Gottes), Pusiel (das Feuer Gottes) und Rogziel (die Rache Gottes) aufgeführt werden. 
In seiner Rolle als „Vorsitzender der Hölle“ bestraft er Nationen mit seiner Peitsche aus Feuer.  Allerdings werden die sieben strafenden Engel in der Offenbarung des Johannes 15–16 als im Himmel lebend beschrieben. Im 2. Buch Henoch werden die Engel, im nördlichen Teil, des dritten Himmels, lebend beschrieben.